# Sportzentrum Werreanger
Mit Sportzentrum Werreanger (auch: Schul- und Sportzentrum Werreanger) sind das Schulzentrum mit seinen Sporthallen und das Stadion am Werreanger („Carl-Heinz-Reiche-Stadion“), die sich an der Breite Straße 30 in der nordrhein-westfälischen Stadt Lage im Kreis Lippe befinden, gemeint. 
Nach dem Bau des Stadions Mitte der 1970er Jahre begriff sich Lage als „Stadt des Sports“; das Sportzentrum Werreanger wird vom Deutschen Leichtathletik-Verband (DLV) als Leistungsstützpunkt genutzt. Die LG Lage-Detmold-Bad Salzuflen trainiert dort. Das Stadion ist Heimspielstätte der 1. Mannschaft und der Jugend des SuS Lage 1912.
Das Stadion erlangte in den Achtziger Jahren internationale Bekanntheit, als Sportfeste mit Weltstars der Leichtathletik dort abgehalten wurden, unter anderem mit Ulrike Meyfarth und Stefka Kostadinova.

## Sportstätten
Das Sportzentrum besitzt insgesamt 23 Wettkampfanlagen, davon zehn innerhalb des Stadions und 13 außerhalb.

### Stadion am Werreanger / Carl-Heinz-Reiche-Stadion
Das Stadion am Werreanger wurde von 1976 bis 1977 erbaut, 1982 bis 1983 um die Tribünen erweitert, 1983 die Laufbahnen renoviert, 1990 Tribünensitze eingebaut als auch die Sporthalle II errichtet und 1991 die Laufbahnen internationalem Standard angepasst.
Mit einer Kapazität von 3.000 Plätzen ist das Stadion die größte Sporteinrichtung in Lage. Es hat die Kategorie A/8 und ist mit acht Kunststoffrundbahnen und acht Sprintgeraden sowie allen athletischen Anlagen ausgestattet. Die vollständig überdachte Tribüne bietet bis zu 1.100 Zuschauern Platz; der Rasenplatz ist mit einer Flutlichtanlage ausgerüstet.
Angegliedert ist ein 68 m × 105 m großer Tennenplatz. 
Regelmäßig werden deutsche und regionale Meisterschaften verschiedener Altersklassen ausgetragen. Das Stadion wird auch regelmäßig für Spiele der Fußballliga genutzt.
2010 wurde das Stadion nach dem 2009 verstorbenen Unternehmer und Sportmäzen Carl-Heinz Reiche benannt, der maßgeblich zur Entwicklung der Lagener Sportstätten beigetragen hatte.

### Leichtathletikhallen

Schulzentrum Werreanger in Lage. Das Gebäude links ist eine der beiden Turnhallen.

Die Sporthallen I und II am Schulzentrum Werreanger verfügen über vielfältige Sportmöglichkeiten, um Großveranstaltungen und Turniere abzuhalten. Drei Kleinspielfelder mit je 22 m × 44 m (Kunststoff) stehen zur Verfügung; eine 127 m × 45 m große Sporthalle, eine Gymnastikhalle, ein Kraftraum und eine kleine Sporthalle II. Ausgestattet sind sie mit 5 m × 60 m Sprintgraden, Weitsprung, Hochsprung und Stabhochanlage; keine Sitzplätze.